# Cerozodus nodicornis
Cerozodus nodicornis là một loài ruồi trong họ Asilidae. Cerozodus nodicornis được Wiedemann miêu tả năm 1828. Loài này phân bố ở vùng Tân nhiệt đới.